# Mogami-klass (kryssare)
Mogami-klassen (最上型) var en klass av fyra kryssare som byggdes för den kejserliga japanska flottan under 1930-talet. De klassificerades ursprungligen som lätta kryssare enligt deplacement- och bestyckningsrestriktionerna i Londonfördraget. Efter att Japan upphävde avtalet byggdes alla fyra fartygen om med större kanoner och klassificerades som tunga kryssare. Alla deltog i andra världskriget och sänktes.

## Design

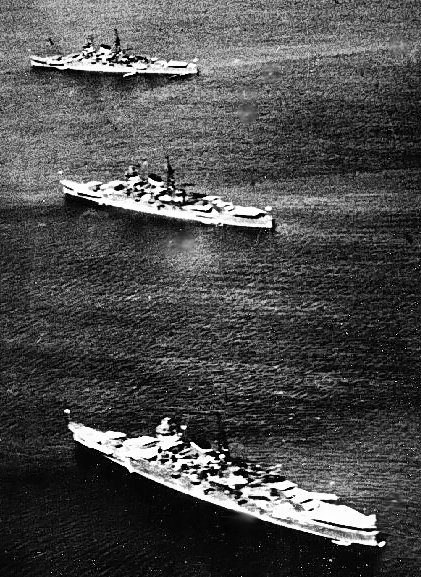
Kumano (främre), Mikuna (center) och Suzuya i Ise-bukten 1938.

I samband med 1931 års flottbyggnadsprogram valde den japanska flottan att bygga så många kryssare som var tillåtet enligt Washingtonfördraget. Detta resulterade i valet av 15,5 cm kanoner i fem trippeltorn på Mogami-klassen, som kunde höjas 55°, vilket gjorde Mogami-kryssarna till en av de mycket få kryssarklasserna som hade ett huvudbatteri bestående av allmålskanoner; detta kombinerades med ett mycket tungt luftvärn, samt de standardmässiga omladdningsbara torpedtuberna, monterade i torn, som också var unika för Japan.
För att spara vikt och förbättra den stabiliteten fick klassen en kompaktare och lägre överbyggnad i aluminium som var svetsad i stället för nitad. Endast tio ångpannor kunde monteras på grund av viktgränserna (jämfört med tolv i de tidigare Takao- och Myōkō-klassen). De nya växlade impulsturbinerna tillförde 22 000 axelhästkrafter (16 000 kW) jämfört med Atago, vilket ökade topphastigheten med 1,5 knop (2,8 km/h). Man sparade dock inte på pansaret, och klassen visade sig senare kunna stå emot beskjutning väl.
Det officiella deplacementet var 8 500 ton, men den verkliga konstruktionsvikten var 9 500 och vid fullast ökade det ytterligare till 11 169 ton.
Konstruktörerna hade dock gått för långt; för hög toppvikt ledde till instabilitet och eldtester visade att svetsarna i skrovet hade spruckit. Skrovutbuktningar monterades i efterhand på fartygen, vilket ökade bredden till 20,5 meter, deplacementet till 11 200 ton och sänkte hastigheten med 2 knop (3,7 km/h).
Efter Japans utträde ur det andra Londonavtalet planerades en modernisering och utbyggnad av hela flottan. Från och med 1939 påbörjades en omfattande ombyggnad, där man ersatte de tredubbla 15,5 cm tornen med dubbla 20,3 cm kanontorn. De överblivna 15,5 cm tornen monterades på slagskeppen i Yamato-klassen. Designstaben hade faktiskt utformat klassen för att möjliggöra att 15,5 cm kanonerna skulle kunna bytas ut mot 20,3 cm pjäser, vilket dock skulle göra dem till tunga kryssare och bryta mot Londonfördraget.
Torpedskott lades också till vid ombyggnaden; vilket totalt ökade deplacementet till över 13 000 ton och hastigheten sjönk till 35 knop (65 km/h).

## Tjänstgöring
Alla fyra fartygen deltog i den japanska invasionen av Nederländska Ostindien. Mogami och Mikuma deltog i slaget vid Sundasundet och hjälpte till att sänka kryssarna HMAS Perth och USS Houston.
I juni 1942 deltog alla fyra i slaget vid Midway, där Mogami och Mikuma kolliderade när de försökte undvika en ubåtsattack. Mikuma sänktes den 6 juni 1942 av flygplan från hangarfartygen USS Enterprise och Hornet. Den svårt skadade Mogami lyckades ta sig hem och tillbringade tio månader på varvet, då hennes akter byggdes om helt och hållet, och "X"- och "Y"-tornen ersattes av ett flygdäck (med avsikt att basera 11 flygplan på fartyget).
I oktober 1944 återförenades de överlevande systerfartygen i slaget vid Leytebukten. Mogami, svårt skadad av en kollision med kryssaren Nachi, artillerield och flygattacker, sänktes av jagaren Akebono, medan Kumano tog sig in i Manilas hamn med endast en panna för att den 25 november 1944 sänkas av flygplan. De amerikanska eskorthangarfartygen skadade Suzuya svårt vid Leyte, vilket tvingade jagaren Okinami att sänka fartyget den 25 oktober.

## Skepp i klassen
| Namn   | Kanji | Under-klass | Varv                | Köl-sträckt | Sjösatt     | Levererad   | Öde                                                                           |
| ------ | ----- | ----------- | ------------------- | ----------- | ----------- | ----------- | ----------------------------------------------------------------------------- |
| Mogami | 最上  | Mogami      | Kure                | 27 okt 1931 | 14 mar 1934 | 28 jul 1935 | Borrad i sank efter svåra skador under slaget vid Leytebukten 25 oktober 1944 |
| Mikuma | 三隈  | Mogami      | Mitsubishi Nagasaki | 24 dec 1931 | 31 maj 1934 | 29 aug 1935 | Sänkt under slaget vid Midway 5 juni 1942                                     |
| Suzuya | 鈴谷  | Suzuya      | Yokosuka            | 11 dec 1933 | 20 nov 1934 | 31 okt 1937 | Sänkt under slaget vid Samar 25 oktober 1944                                  |
| Kumano | 熊野  | Suzuya      | Kōbe-Kawasaki       | 5 apr 1934  | 15 okt 1936 | 31 okt 1937 | Sänkt av amerikanska flygplan 25 november 1944                                |